# Dierenpark Sanjeszoo
Dierenpark Sanjeszoo of SanjesZoo is een dierenpark in Veenwouden. Het dierenpark is onderdeel van het speelpark SanjesFertier en amusementspark SanjesPlezier.
Het dierenpark opende zijn deuren in juli 2012 en was een uitbreiding op de bestaande Sanjes-parken.
Eind 2012, begin 2013 verhuisde het Natuurmuseum Bruinenberg, dat een ander onderkomen moest zoeken, vanuit Dokkum naar Veenwouden waar het zijn intrek nam op de eerste verdieping van het hoofdgebouw van het dierenpark. Op 31 mei 2013 vond de officiële opening van het museum plaats.

## Diersoorten
In het dierenpark zijn verschillende diersoorten te vinden.

### Zoogdieren
- Alpaca
- Amerikaanse mini ezel
- Belgisch Paard
- Bennet Wallaby
- Capibara
- Cavia
- Dwerggeit
- Dwerghangoorkonijn
- Gerbil
- Jacobschaap
- Kameel
- Kerry Hill
- Kleinklauwotter
- Kune kune varken
- Lotharinger konijn
- Mara
- Neusbeer
- Nubische geit
- Prairiehond
- Prevostklappereekhoorn
- Rendier
- Stekelvarken
- Stokstaartje
- Wit damhert
- Zeboe

### Vogels
- Dwergpapegaai
- Bosfazant
- Emoe
- Europese oehoe
- Hawaiigans
- Helmparelhoen
- Heilige ibis
- Kalkoen
- Kleine zilverreiger
- Knobbelgans
- Kookaburra
- Krielkip
- Kwak
- Lori van de Blauwe Bergen
- Maleise bosuil
- Nandoe
- Nederlandse Kuifhoen
- Sabelpootkriel
- Roodrugparkiet
- Struisvogel
- Zijdehoen
- Zilvervos

Aeres MBO Barneveld ·
Almere Jungle ·
Animal Farm ·
Apenheul ·
AquaZoo Leeuwarden ·
Aquazoo Leerdam ·
Artis ·
Artisklas Haarlem ·
Berkenhof Tropical Zoo ·
BestZoo ·
Botanische Tuinen Universiteit Utrecht ·
Center Parcs Het Heijderbos ·
Centrum voor Natuur- en Milieu Educatie ·
WaterLand Neeltje Jans ·
DierenPark Amersfoort ·
Dierenpark De Oliemeulen ·
Dierenpark Zie-ZOO ·
Diergaarde Blijdorp ·
DoeZoo Insektenwereld ·
Dolfinarium Harderwijk ·
Ecomare ·
Eindhoven Zoo ·
Faunapark Flakkee ·
Fort Kijkduin ·
GaiaZOO ·
Hof van Eckberge ·
Informatiecentrum De Noordwester ·
Kabouterland ·
Kasteelpark Born ·
Koninklijke Burgers' Zoo ·
Dierenpark Hoenderdaell ·
Muzeeaquarium Delfzijl ·
Natuurcentrum Ameland ·
Omnium Goes Tropisch bos ·
Ouwehands Dierenpark ·
Pantropica ·
Passiflorahoeve ·
Plaswijckpark ·
Reptielenhuis De Aarde ·
Reptielenzoo Iguana ·
Safaripark Beekse Bergen ·
Sea Life Scheveningen ·
Stichting AAP ·
Stichting Das & Boom ·
Taman Indonesia ·
Texel ZOO ·
Uilen- en Dierenpark De Paay ·
Van Blanckendaell Park ·
Vlinderparadijs Papiliorama ·
Vlinders aan de Vliet ·
Vlindersafari ·
Vlindertuin De Kas ·
Vlindorado ·
Vogelpark Avifauna ·
Vogelpark Ruinen ·
Vogelrevalidatiecentrum Zundert ·
Wereldtuinen Mondo Verde ·
Wildlands Adventure Zoo Emmen ·
Wonderwereld ·
Zee Aquarium Bergen aan Zee ·
ZooParc Overloon ·
Zoo Veldhoven
Opgeheven: Animali Vogel- en dierenpark · Noorder Dierenpark Emmen · Dierenpark Wassenaar · Dierenpark Wissel · Dolfirama · Dolfirado · Dolfirodam · Grottenaquarium Valkenburg · Fazanterie de Rooie Hoeve · Haagse Dierentuin · Kasteeltuinen Arcen · Klant’s Dierentuin · Klein Costa Rica · Labyrinth Boekelo · Papegaaienpark N.O.P. · Reptielenzoo "SERPO" · Schildpaddencentrum · Stonehenge Wildlife · Tilburgs dierenpark · Tropisch Oosten · Vogel- en wandelpark Abbeweer · Zodiac Zoos